# Bacchus-Apollo
Bacchus-Apollo är en oljemålning av den franske barockkonstnären Nicolas Poussin. Den målades omkring 1620–1625 och är utställd sedan 1928 på Nationalmuseum i Stockholm.
Poussin föddes 1594 i Normandie, men var bosatt i större delen av sitt liv i Rom. Han intresserade sig inte nämnvärt för sin samtid och de enda porträtt han någonsin målade var självporträtt. Istället var det historia, arkeologi och mytologi som var hans passion. Bacchus-Apollo målade han relativt tidigt då han just hade bosatt sig i Rom. 
Målningen porträtterar de romerska gudarna Bacchus och Apollo som i grekisk mytologi motsvaras av Dionysos och Apollon. En röntgenbild av tavlan visar att det finns en äldre version under det översta färgskiktet. Den överensstämmer med en skiss av konstnären där motivet är Dionysos (Bacchus) med en get. I en bok om målningen tolkar konsthistorikern Erwin Panofsky förändringen så att Poussin målade över den första bilden för att han ville förändra motivet. I nuvarande målning förenas symboler för Apollon och Dionysos – enligt en tradition aspekter av samma gudomlighet (jämför Apollonisk och dionysisk).